# Juri Zolakowitsch Oganesjan

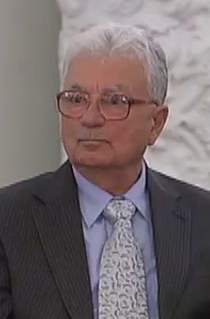
Juri Oganesjan (2011)

Juri Zolakowitsch Oganesjan (russisch Юрий Цолакович Оганесян, wiss. Transliteration Jurij Colakovič Oganesjan; armenisch Յուրի Հովհաննիսյան / Juri Howhannisjan; * 14. April 1933 in Rostow am Don, Russische SFSR, Sowjetunion) ist ein sowjetischer und russischer Kernphysiker armenischer Abstammung. Er ist wissenschaftlicher Leiter des Flerow Labors für Kernreaktionen (FLNR) des Vereinigten Instituts für Kernforschung (JINR) in Dubna. 1989 bis 1996 war er Direktor des FLNR. Er war maßgeblich an der Entdeckung des nach ihm benannten chemischen Elements Oganesson beteiligt.

## Leben
Oganesjan studierte von 1951 bis 1956 Kernphysik am Moskauer Institut für Technische Physik und begann anschließend seine wissenschaftliche Laufbahn am Moskauer Kurtschatow-Institut, wo er seit 1958 im Labor für Kernreaktionen tätig war. Im Jahr 1962 wurde er zum Kandidat der Wissenschaften promoviert. 1970 erlangte er den sowjetischen akademischen Grad des Doktors entsprechend einer Habilitation. Er war neben Georgi N. Fljorow schon seit 1965 maßgeblich an den Arbeiten beteiligt, die zur Entdeckung der kurzlebigen Elemente mit Ordnungszahlen von 102 und höher führten.
Oganesjan gilt als einer der führenden Wissenschaftler auf dem Gebiet der Schwerionenforschung. Zu seinen Arbeitsschwerpunkten zählen neben der Synthese und Beschreibung der schweren Elemente die Entwicklung von Ionenbeschleunigern und Methoden zur Erforschung von Reaktionen bei Kernspaltung, radioaktive Ionenstrahlung und der Strahlung geladener Teilchen. Ebenso betreibt er Grundlagenforschung zur Anwendung der Erkenntnisse in modernen technologischen Verfahren, zum Beispiel in der Medizin.
Er entwickelte neue Ideen zur Herstellung der Elemente 102 bis 118 und setzte diese erfolgreich bei der Entdeckung der Elemente Rutherfordium, Dubnium, Seaborgium, Bohrium, Nihonium, Flerovium und Livermorium um. Die Entdeckung dieser Elemente kann oft nicht eindeutig seiner Forschergruppe zugeschrieben werden, wesentlich ist jedoch die Schaffung der theoretischen Grundlagen. Zu seinen Erfolgen trug auch die internationale Zusammenarbeit, vor allem mit den Instituten in Berkeley und Livermore, CERN in Genf und GSI in Darmstadt bei.
Zuletzt konnte im Oktober 2006 das Element mit der Ordnungszahl 118 durch seine Forschergruppe nachgewiesen werden. 2016 wurde deshalb von den beteiligten Forschergruppen der Name Oganesson (Symbol Og) für dieses Element bei der IUPAC vorgeschlagen und am 30. November 2016 von der IUPAC offiziell zuerkannt. Oganesjan ist damit nach Glenn T. Seaborg erst der zweite Mensch, nach dem zu Lebzeiten ein Element benannt wurde.
Von Juri Oganesjan sind insgesamt über 300 Veröffentlichungen erschienen.
2018 wurde ihm vom Premierminister Armeniens Nikol Paschinjan auch die armenische Staatsbürgerschaft verliehen.
Er ist im wissenschaftlichen Beratungsgremium von GANIL und RIKEN.

## Ehrungen und Mitgliedschaften (Auswahl)
- Orden des Roten Banners der Arbeit
- Orden der Völkerfreundschaft
- Ehrenzeichen der Sowjetunion
- Staatspreis der UdSSR 1975
- Lenin-Komsomol-Preis
- Kurtschatow-Goldmedaille 1989
- Fjorow-Preis des JINR 1993
- Humboldt-Forschungspreis (Deutschland) 1995
- Verdienstorden für das Vaterland (4. Stufe 1999; 3. Stufe 2003)
- Erster Preisträger des im Jahr 2000 erstmals vergebenen Lise-Meitner-Preises der European Physical Society für seine bis dato geleisteten Arbeiten (gemeinsam mit Peter Armbruster und Gottfried Münzenberg von der GSI)[4]
- Ehrendoktorat der Universität Messina (Italien) 2002
- Ehrendoktorat der Johann Wolfgang Goethe-Universität Frankfurt am Main (Deutschland) 2002
- Seit 1990 korrespondierendes und seit 2003 Vollmitglied der Russischen Akademie der Wissenschaften
- Auswärtiges Mitglied der Polnischen Akademie der Gelehrsamkeit (PAU) in Krakau[7]
- Lomonossow-Goldmedaille 2017
- Demidow-Preis 2019